# Bengtsfors község
Bengtsfors község (svédül: Bengtsfors kommun) Svédország 290 községének egyike. 
A mai község 1971-ben jött létre.

## Települései
A községben 9 település található:
| Település    | Népesség | Megjegyzés         |
| ------------ | -------- | ------------------ |
| Bengtsfors   |          | a község székhelye |
| Billingsfors |          |                    |
| Bäckefors    |          |                    |
| Dals Långed  |          |                    |
| Skåpafors    |          |                    |
| Asketveten   |          |                    |
| Dingelvik    |          |                    |
| Ekebol       |          |                    |
| Gustavsfors  |          |                    |

## Külső hivatkozások
- Hivatalos honlap